# Cloris Leachman
Cloris Leachman (30. dubna 1926 Des Moines, Iowa – 26. ledna 2021 Encinitas, Kalifornie) byla americká filmová a televizní herečka. Za svoji dlouhou hereckou kariéru, kterou započala již roku 1942, získala osm cen Pritime Emmy, cenu Daytime Emmy, Oscara a Zlatý glób.
Jako Miss za stát Illinois se roku 1946 zúčastnila 20. ročníku Miss America a dostala se mezi 16 nejlepších dívek. Jako herečka se objevila ve filmu Mela Brookse Mladý Frankenstein (1974), v Butch Cassidy a Sundance Kid (1969) jako Agnes nebo v roli Evelyn Wrightové ve filmu Španglicky snadno a rychle (2004). Účinkovala ale i v řadě dalších snímků, například Hudba mého srdce (1999) s Meryl Streep v hlavní roli, Trestná lavice s Adamem Sandlerem, New Yorku, miluji Tě! (2008), Zase ona! (2010) a mnoho dalších.
Hrála v několika sitcomech, nejdelší z jejích rolí byla postava Phyllis Lindstromové v The Mary Tyler Moore Show. Pro tuto show byl následně vytvořen i spin-off Phyllis, za který získala svůj jediný Zlatý glóbus (ačkoliv nominována byla později ještě několikrát). Od roku 2010 do roku 2014 ztvárnila babičku June v seriálu Vychovávat Hope a následně jako devadesátiletá získala roli Zorjyi v americkém seriálu podle knihy Neila Gaimana Američtí bohové.
Jako nejstarší soutěžící se ve věku 82 let zúčastnila taneční soutěže Dancing with the Stars.

## Život

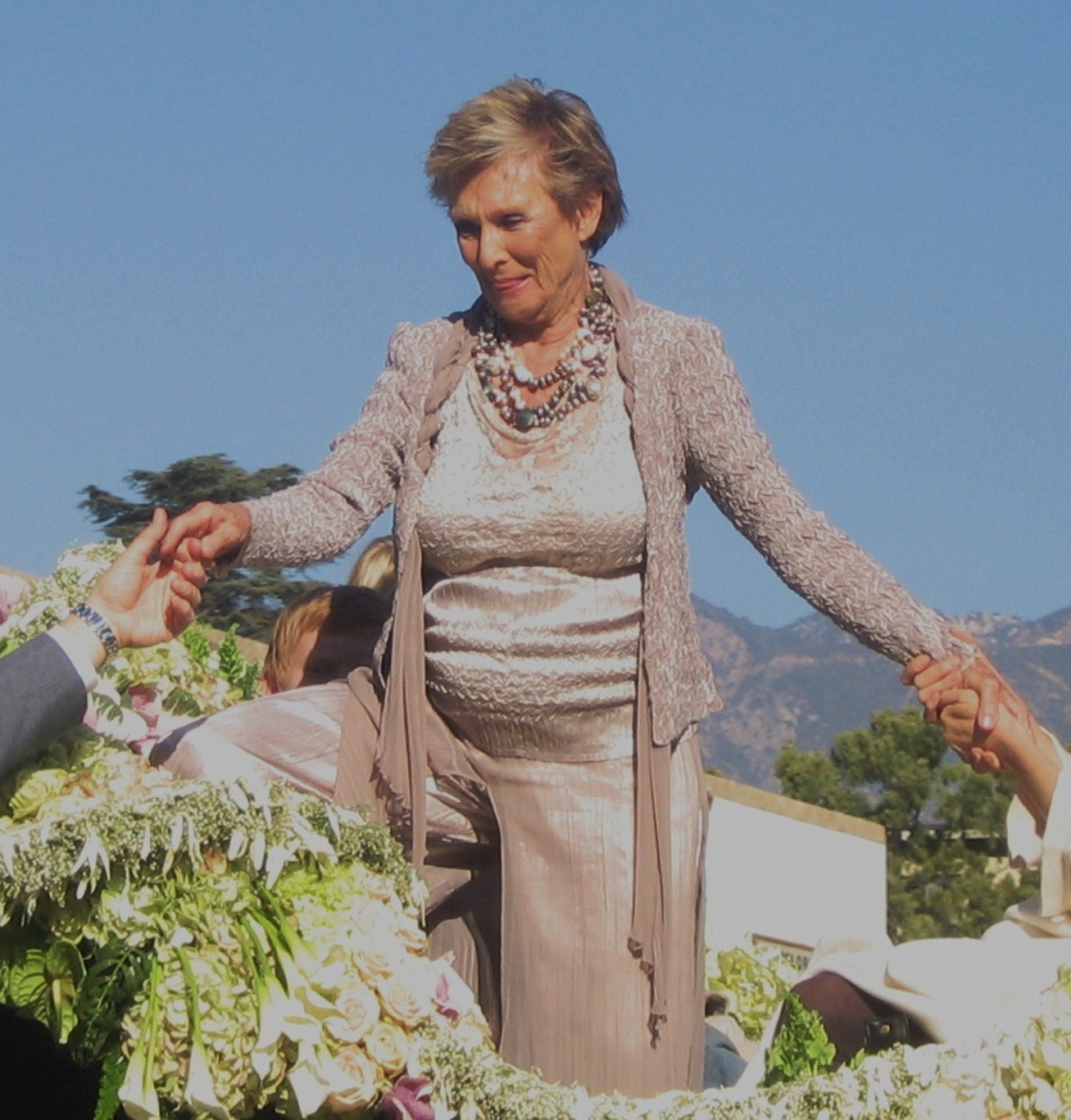
Cloris Leachman v roce 2009

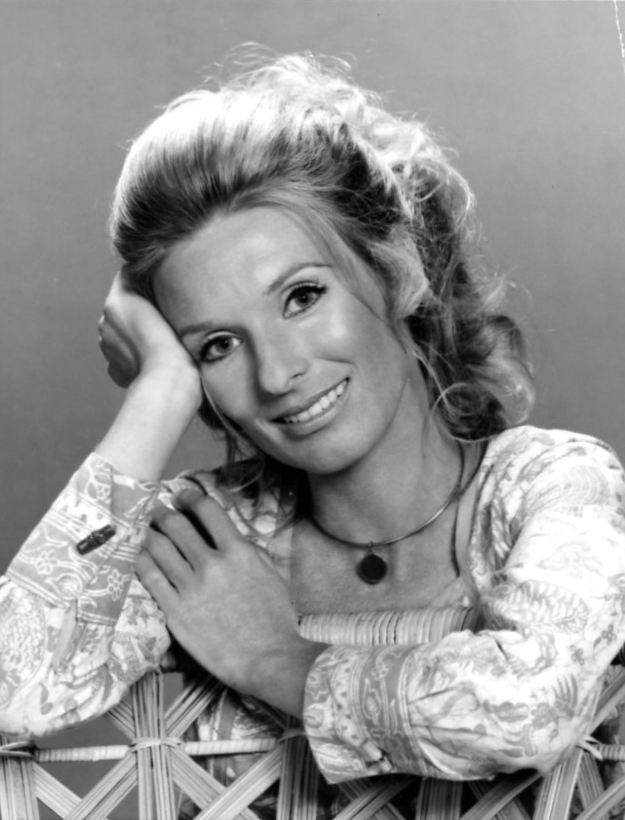
Cloris Leachman v roce 1970

Cloris Leachman se narodila 30. dubna 1926 v Des Moines v americkém státu Iowa jako nejstarší ze tří dcer Berkeleye Claiborna Leachmana (1903–1956) a jeho manželky Cloris, rozené Wallaceové (1901–1967). Prostřední dcera tohoto páru, Claiborne Caryová (1932–2010), se též stala herečkou, avšak nikdy se nestala tak známou, jako starší Cloris. Jejich babička z matčiny strany byla Češka. Jako náctiletá hrála o víkendech ve školních hrách na Drake University. V rodném městě Des Moines navštěvovala střední školu Theodore Roosevelt High School a po absolvování pokračovala na Illinois State University, kde se zaměřila na herectví. Později studovala i na Severozápadní univerzitě v Illinois. První herecké nabídky začala dostávat krátce po svém účinkování v Miss America v roce 1946. Krom toho se ale věnovala i hře na klavír a zpěvu.
Roku 1953 se vdala za filmového střihače a režiséra George Englunda (1926–2017). Pár má pět dětí: syny Bryana, Morgana, Adama, George a dceru Dinah. Syn Morgan měl v 80. a raných 90. letech roli Dylana v seriálu U nás ve Springfieldu, mimo to se ale v šoubyznysu neobjevil on ani ostatní Clorisiny děti. Na začátku 60. let žili George a Cloris v losangeleské části Bel Air hned vedle rodiny herečky a jazzové zpěvačky Judy Garlandové a jejího manžela Sidneyho „Sida“ Lufta. Dcera Judy a Sidneyho Lorna roku 1998 vydala monografii věnovanou své matce Judy Garlandové, kde, mimo jiné, zmiňuje i Cloris Leachmanovou jakožto „typ matky, který vídala jen v televizi.“
Leachmanová byla dobrou přítelkyní oscarového herce Marlona Branda, se kterým se seznámila roku 1950 díky filmovému režisérovi Eliovi Kazanovi. Cloris Branda představila i svému manželovi a oba se stali přáteli, George Englund pro něj později dokonce napsal memoár Marlon Brando: The Naked Actor.
Byla vegetariánka. V roce 2009 nafotila reklamu pro organizaci za práva zvířat PETA, kde je vyfocená oblečená v šatech ze salátu. Za PETu také namluvila reklamu proti účinkování slonů v cirkusech a ve jménu této společnosti propagovala kastraci psů a koček. PETA jí v červnu 2017 udělila ocenění Lifetime Achievement Award za propagaci ochrany zvířat a vegetariánského způsobu života.
20. června 2014 jí Severozápadní univerzita udělila čestný titul.
Leachmanová byla ateistka.

## Kariéra

### Herecké začátky
Poté, co díky účasti v soutěži Miss America získala stipendium, začala studovat na prestižní divadelní škole Actors' Studio v New Yorku. Začínala jako náhrada v muzikálu Oscara Hammersteina a Richarda Rodgerse South Pacific za jinou herečku. Později měla získal i roli ve hře na Broadwayi jménem Come Back, Little Sheba, místo toho se ale rozhodla pro účinkování v Shakespearově hře Jak se vám líbí, kam ji přizvala Katharine Hepburnová. Leachmanová získala svoji první velkou filmovou roli v roce 1955, kdy ji režisér Robert Aldrich obsadil do filmu Líbej mne až k smrti. Již o rok později se po boku Paula Newmana a Lee Marvina objevila ve snímku The Rack. S Newmanem si znovu zahrála ještě v roce 1969, kdy byla obsazena do Oscarového filmu Butch Cassidy a Sundance Kid jako Agnes.
Kariéra Cloris Leachmanové pokračovala především menšími televizními rolemi, jednou z významnějších ale byla postava Ruth Martinové v seriálu Lassie. Tuto roli ztvárnila pouze jeden rok, pak byla, na základě vlastního rozhodnutí, nahrazena June Lockhartovou. Jon Provost, který hrál postavu Jimmyho, řekl, že Leachmanová se v roli Ruth necítila dobře a nedokázala se s ní ztotožnit.

### 1970–2005

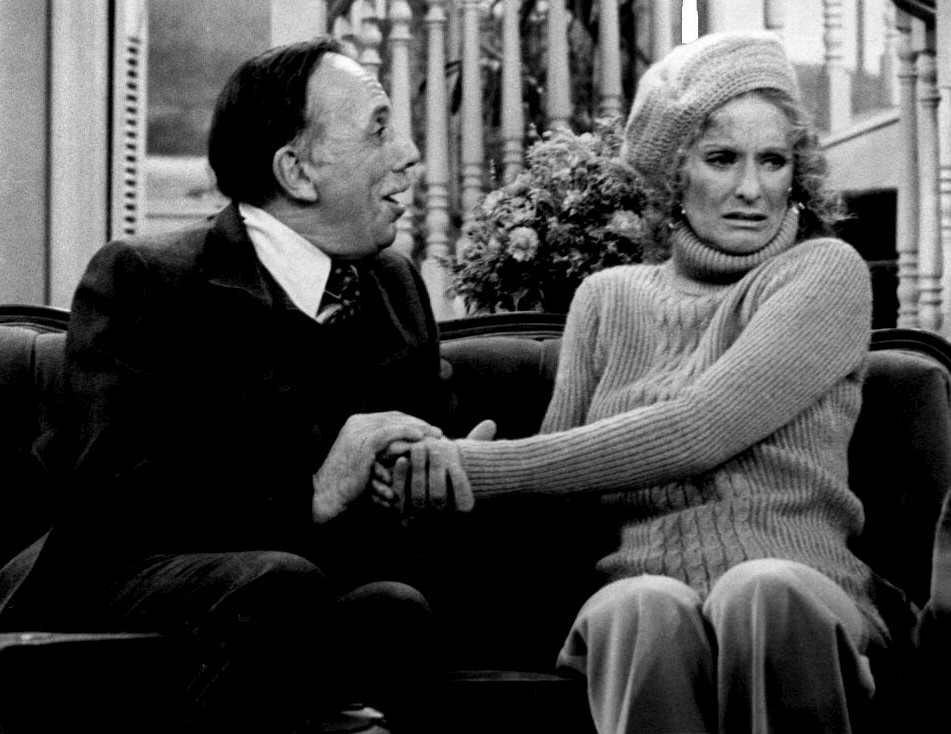
Cloris Leachman a Henry Jones v sitcomu Phylis.

Roku 1971 byla režisérem Peterem Bogdanovichem obsazena ve filmu Poslední představení (někdy též Poslední filmové představení) jako Ruth Popperová, manželka školního trenéra, která má poměr s hlavním aktérem filmu Sonnym (ztvární Timothy Bottoms). Za tuto roli později získala Oscara pro nejlepší herečku ve vedlejší roli (krom ní byly nominovány i herečky Margaret Leightonová, Ann-Margret, Ellen Burstynová a Barbara Harrisová).
Od roku 1970 až do roku 1975 hrála v televizním sitcomu The Mary Tyler Moore Show jako Phyllis Lindstromová, za což byla více než dvacetkrát nominována na Primetime a Daytime Emmy. Nakonec získala osm ocenění Primetime Emmy a jednu Daytime Emmy. Postava Phyllis nakonec získala vlastní spin-off pokračování s názvem Phyllis. To se natáčelo od roku 1975 do roku 1977 a Leachmanová za svoji roli získala jeden Zlatý glób. Sitcom se i přes velký úspěch natáčel pouze dva roky, důvodem mohlo být i náhlé úmrtí tří hlavních herců: Barbary Colbyové, která byla za podivných okolností zavražděna v parku, Judith Lowryové a Burta Mustina.
V roce 1974 hrála postavu Frau Blücherové ve filmu Mela Brookse Mladý Frankenstein. S Brooksem navázala spolupráci ještě několikrát, a to v jeho dalších filmech Závrať naruby (1977) a History of the World: Part I (1981). Hrála i v jím vytvořeném televizním sitcomu The Nutt House (1989), ten ale běžel pouze krátce.
V roce 1986 byla obsazena do role Beverly Ann Stickleové, sestry Edny Garrettové, v komediálním seriálu The Facts of Life. Natáčení bylo ale ukončeno již o dva roky později. Ještě roku 1986 se prosadila i jako dabérka ve filmu My Little Pony: The Movie, kde namluvila postavu zlé čarodějnice. Dále dabovala i postavu staré paní ve filmu Beavis a Butt-head dobývají Ameriku nebo paní Tensedgeové Železném obrovi (1999).
Byla obsazena do role babičky Idy v seriálu Malcolm v nesnázích, kde si zahrála v 11 epizodách. V letech 2002 a 2006 byla za tuto roli nominována na ceny Emmy v kategorii nejlepší herečka ve vedlejší roli v komediálním seriálu – obě nominace proměnila.
Roku 2004 dostala roli Evelyn Wrightové, věčně opilé babičky a bývalé jazzové hvězdy, ve filmu Španglicky snadno a rychle, kde si zahrála po boku Adama Sandlera a Paz Vega.

### 2005–současnost
V roce 2005 hrála postavu Pearl Schwartzové ve filmu Paní Harrisová, v hlavní roli s Annette Beningovou a Benem Kingsleyem. Za roli Pearl byla nominována na Primetime Emmy Award, avšak cenu nakonec nevyhrála. V roce 2007 se konal konkurz na broadwayové zpracování Mladého Frankensteina, kterého se Leachmanová zúčastnila, nicméně Mel Brooks ji odmítl, protože podle něj již byla na roli příliš stará. Místo ní tak postavu Frau Blücherové získala Andrea Martinová.
V roce 2008 se jako dvaaosmdesátiletá zúčastnila soutěže Dancing with the Stars. Stala se tak vůbec nejstarší účastnicí v historii soutěže. Jejím tanečním partnerem byl Corky Ballas, v té době sedmačtyřicetiletý. Pár vypadl až jako šestý a vítězem celé řady se stala beachvolejbalistka Misty May-Treanorová s partnerem Maksimem Chmerkovskiym.
Od roku 2010 do roku 2014 hrála v sitcomu Vychovávat Hope babičku June. Celkem se objevila v 83 epizodách. Za tuto roli byla nominována na Primetime Emmy Award, avšak nominaci neproměnila.
Jednou z posledních rolí Cloris Leachmanové je postava Zorjy Vechernyayi, nejstarší ze tří sester, v seriálu Američtí bohové (2017). Objevila se ve druhé a třetí epizodě.

## Filmografie

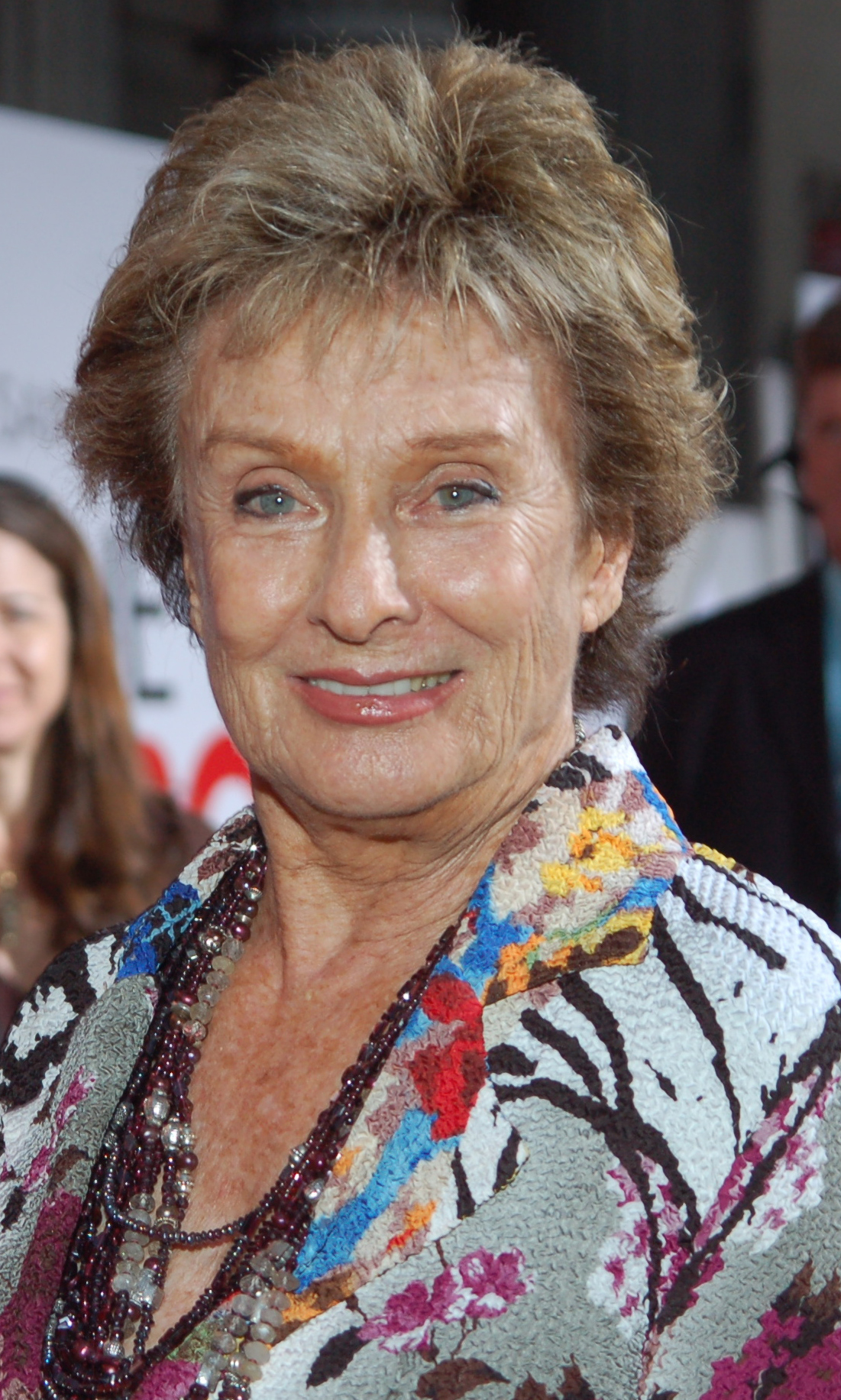
Cloris Leachman v červnu 2009

| Rok       | Název                               | Role                            | Poznámky |
| --------- | ----------------------------------- | ------------------------------- | --- |
| 1955      | Líbej mne až k smrti                | Christina Bailey                | |
| 1957–1958 | Lassie                              | Ruth Martin                     | Televizní seriál; 28 epizod |
| 1969      | Butch Cassidy a Sundance Kid        | Agnes                           | |
| 1970–1975 | The Mary Tyler Moore Show           | Phyllis Lindstrom               | Televizní seriál; 34 epizod |
| 1971      | Poslední představení                | Ruth Popper                     | Získala Oscara pro nejlepší herečku ve vedlejší roli Získala Cenu BAFTA pro nejlepší herečku ve vedlejší roli Nominována na Zlatý glóbus pro nejlepší herečku ve vedlejší roli |
| 1972      | Charley and the Angel               | Nettie Appleby                  | Nominována na Zlatý glóbus pro nejlepší herečku v komedii nebo muzikálu |
| 1974      | Mladý Frankenstein                  | Frau Blücher                    | Nominována na Zlatý glóbus pro nejlepší herečku v komedii nebo muzikálu |
| 1975      | Crazy Mama                          | Melba                           | |
| 1975–1977 | Phyllis                             | Phyllis Lindstrom               | Televizní seriál; 48 epizod Získala Zlatý glóbus pro nejlepší herečku v komediálním nebo muzikálním seriálu                                                                    |
| 1977      | Závrať naruby                       | Zdravotní sestřička Diesel      | |
| 1981      | History of the World: Part I        | Madam Defarge                   | |
| 1986      | My Little Pony: The Movie           | Hydia                           | Dabing |
| 1986      | Laputa: Zámek v oblacích            | Dola                            | Dabing |
| 1993      | Burani z Beverly Hills              | Babička                         | |
| 1993      | Trable, trable, tuplem trable       | Teta Agatha / Teta Sofia        | Televizní film |
| 1996      | Beavis a Butt-head dobývají Ameriku | Stará paní v letadle a autobuse | Dabing |
| 1997      | Anabela: Vánoční přání              | Teta Agnes                      | Dabing |
| 1999      | Železný obr                         | Paní Tensedgeová                | Dabing |
| 1999      | Hudba mého srdce                    | Assunta Guaspari                | |
| 2000      | Zavěste, prosím                     | Pat Mozell                      | |
| 2001–2006 | Malcolm v nesnázích                 | Babička Ida                     | Televizní seriál; 11 epizod |
| 2003      | Santa je úchyl!                     | Babička                         | Nekreditována |
| 2003      | Alex a Emma                         | Babička                         | |
| 2004      | Španglicky snadno a rychle          | Evelyn Wright                   | |
| 2005      | Trestná lavice                      | Lynette                         | |
| 2005      | Škola superhrdinů                   | Zdravotní sestřička Spex        | |
| 2005      | Dva a půl chlapa                    | Norma                           | Televizní seriál; epizoda „Madam a její zvláštní přítel“ |
| 2006      | Oktoberfest                         | Great Gam Gam                   | |
| 2007      | Jezero 2                            | Sadie Bickerman                 | Televizní film |
| 2008      | Ženy                                | Maggie                          | |
| 2008      | New Yorku, miluji Tě!               | Mitzie                          | Kapitola „Joshua Marston“ |
| 2010      | Zase ona!                           | Helen                           | Nekreditována |
| 2010–2014 | Vychovávat Hope                     | Babička                         | Televizní seriál; 83 epizod |
| 2012      | Gambit                              | Babička Merle                   | |
| 2013      | Croodsovi                           | Babi (hlas)                     | |
| 2013      | Adult World                         | Mary Anne                       | |
| 2015      | Skautův průvodce zombie apokalypsou | Paní Fielderová                 | |
| 2017      | American Gods                       | Zorja                           | Televizní seriál; 2 epizody |
| 2020      | Croodsovi: Nový věk                 | Babi (hlas)                     | |